# Microligia intervenata
Microligia intervenata là một loài bướm đêm trong họ Geometridae.